# Rio Bouleţ
O Rio Bouleţ é um rio da Romênia afluente do Rio Cracăul Alb, localizado no distrito de Neamţ.